# Ріроріро жовточеревий
Ріроріро жовточеревий (Gerygone chrysogaster) — вид горобцеподібних птахів родини шиподзьобових (Acanthizidae). Ендемік Нової Гвінеї. Живе в тропічних вологих рівнинних лісах.

## Підвиди
Виділяють три підвиди:
- G. c. neglecta Wallace, 1865 (острів Вайгео);
- G. c. notata Salvadori, 1878 (острови Батанта і Місоол, півострів Чендравасіх, захід і південний захід Нової Гвінеї);
- G. c. chrysogaster Gray, GR, 1858 (Папуа Нова Гвінея, острів Япен, острови Ару).